# Mustapha Yahi
Pour les articles homonymes, voir Yahi (homonymie).
Mustapha Yahi (en arabe : مصطفى ياحي), né en 1963, est un professeur et  homme politique algérien, secrétaire général du Rassemblement national démocratique (RND) de 2023 à mai 2025,,.

## Biographie
Né en 1963, il est professeur d'université,.
Il est recteur de l'université de Boumerdès de septembre 2019 à mai 2025,, puis recteur de l'université d'Alger 1[réf. nécessaire].
Il est président du RND de 2023 au 29 mai 2025, date à laquelle il démissionne pour « raisons personnelles ».

## voir aussi
- Ministère du Commerce et de la Promotion des Exportations
- Kamel Rezig